# Christine Neumeyer
Christine Neumeyer (* 1965 in Wien) ist eine österreichische Autorin.

## Leben
Neumeyer absolvierte eine kaufmännische Ausbildung und ist an der Universität Wien in der Administration tätig. Seit 2017 ist sie die Leiterin der Region Österreich im internationalen Krimi – Frauennetzwerk Mörderische Schwestern und verwirklicht seither gemeinsam mit österreichischen Krimiautorinnen zahlreiche Projekte wie die Leseförderung an einer Wiener Schule.

## Publikationen (Auswahl)
Historische Schloss-Krimis
- 2020: Der Offizier der Kaiserin. Grafit Taschenbuch, ISBN 978-3-89425-641-8.
- 2023: Der Kuss des Kaisers. Picus Hardcover, ISBN 978-3-7117-2136-5.
- 2024: Im Schatten des Thronfolgers. Picus Hardcover, ISBN 978-3-7117-2143-3.

Historischer Künstler-Krimi
- 2022: Schatten im Silsersee. Emons Taschenbuch, ISBN 978-3-7408-1477-9.

Historische Frauenromane
- 2013: Die Päpstin von Mailand. AVVA Taschenbuch, ISBN 978-3-8459-0531-0.
- 2015: Mit der Kraft von Purpur. Roman Taschenbuch, ISBN 978-3-7117-2143-3.

Kriminalromane
- 2013: Tatort Strasshof. Das blutende Herz. Berenkamp Verlag, ISBN 978-3-85093-306-3
- 2016: Spargelmorde. Ein Marchfeldkrimi. Kriminalroman Taschenbuch, ISBN 978-0-9977579-7-2